# Climbié
Climbié est un roman de l’écrivain ivoirien Bernard Dadié,,. Paru en 1956 aux Nouvelles Editions Ivoiriennes (NEI), il est considéré comme le premier roman de Côte d’Ivoire,.